# Угерске-Градиште
У́герске-Гра́диште (чеш. Uherské Hradiště, букв. «Венгерская крепость») — город в Чехии в Злинском крае, административный центр одноимённого района. Исторический центр Моравской Словакии. Вместе с городами Старе-Место и Куновице образует городскую агломерацию.

## История

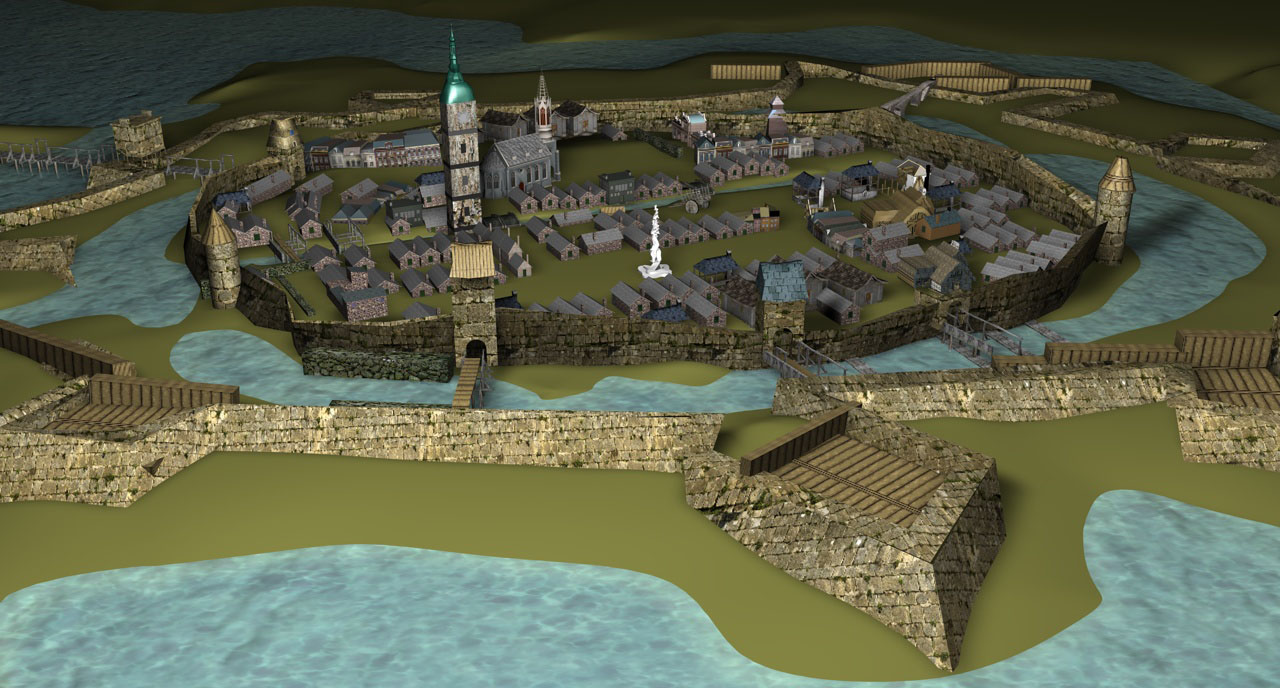
Модель средневекового города

Город был основан в 1257 году богемским королём Пржемыслом Оттокаром II в качестве крепости на спорных с Венгрией территориях. Изначально город носил название Новый-Велеград, также в хрониках встречались названия «Градиште» («Крепость») и «Градище», которые в немецких текстах превратились в «Радиш» (нем. Radisch). Современное название «Угерске-Градиште» впервые встречается в 1587 году, и постепенно город начинают называть именно так.
В 1886 году в Угерске-Градиште переехал Антонин Батя-старший и основал здесь обувную мануфактуру, впоследствии развившуюся во всемирно известную фирму «Батя».

## Археология и палеогенетика

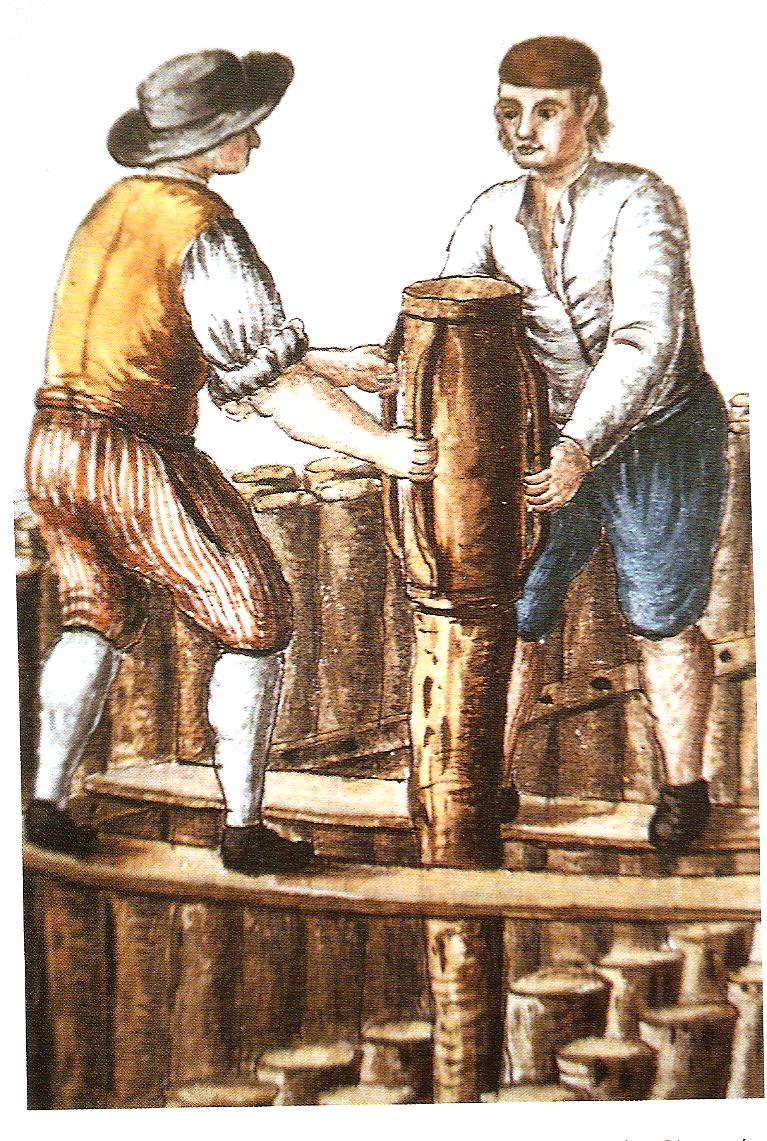
Здания Старой Ратуши и иезуитской церкви были построены на деревянной решётке из брёвен, врытых в коренную породу острова

Раннехристианские погребения в Старом месте близ Угерске-Градиште по характеру и деталям погребальной обрядности имеют прямые аналогии не только в памятниках на территории Великой Моравии в Микульчице, Поганьско (близ Бржецлава), Скалице, Старой Коуржиме, Колине, Желенках, но и в трупоположениях на Старокиевской горе в Киеве и на Среднем Поднепровье.
В 2015 году результате генетического исследования ДНК (17-маркерные гаплотипы Y-хромосомы) 340 человек, живущих сегодня, и ДНК 75 образцов, полученных из средневековых (IX—XIII века) останков археологического памятника Высота святого Мефодия (Садская высота или Столичная высота) в местности Сады, выяснилось, что в Угерске-Градиште 18 респондентов почти наверняка являются потомками людей времён Великой Моравии или следующего периода. Тринадцать добровольцев имеют тот же гаплотип, что и один из людей, похороненных на высоте.

## Население
| Год  | Численность | Численность |
| ---- | ----------- | ----------- |
| 1869 | 5659        | [ 11 ]      |
| 1880 | 6663        | [ 11 ]      |
| 1890 | 7232        | [ 11 ]      |
| 1900 | 8925        | [ 11 ]      |
| 1910 | 9451        | [ 11 ]      |
| 1921 | 10 051      | [ 11 ]      |
| 1930 | 10 554      | [ 11 ]      |
| 1950 | 10 028      | [ 2 ]       |
| 1961 | 15 616      | [ 11 ]      |
| 1970 | 19 427      | [ 11 ]      |
| 1980 | 36 756      | [ 2 ]       |
| 1991 | 26 765      | [ 2 ]       |
| 2001 | 26 876      | [ 11 ]      |
| 2014 | 25 266      | [ 12 ]      |
| 2016 | 25 254      | [ 13 ]      |
| 2017 | 25 246      | [ 14 ]      |
| 2018 | 25 215      | [ 15 ]      |
| 2019 | 25 212      | [ 16 ]      |
| 2020 | 25 247      | [ 17 ]      |
| 2021 | 25 001      | [ 18 ]      |
| 2022 | 24 430      | [ 19 ]      |
| 2023 | 24 812      | [ 20 ]      |
| 2024 | 24 933      | [ 4 ]       |

## Города-побратимы
- Кросно, Польша
- Приверно, Италия
- Скалица, Словакия
- Тренчин, Словакия